# Жильные породы

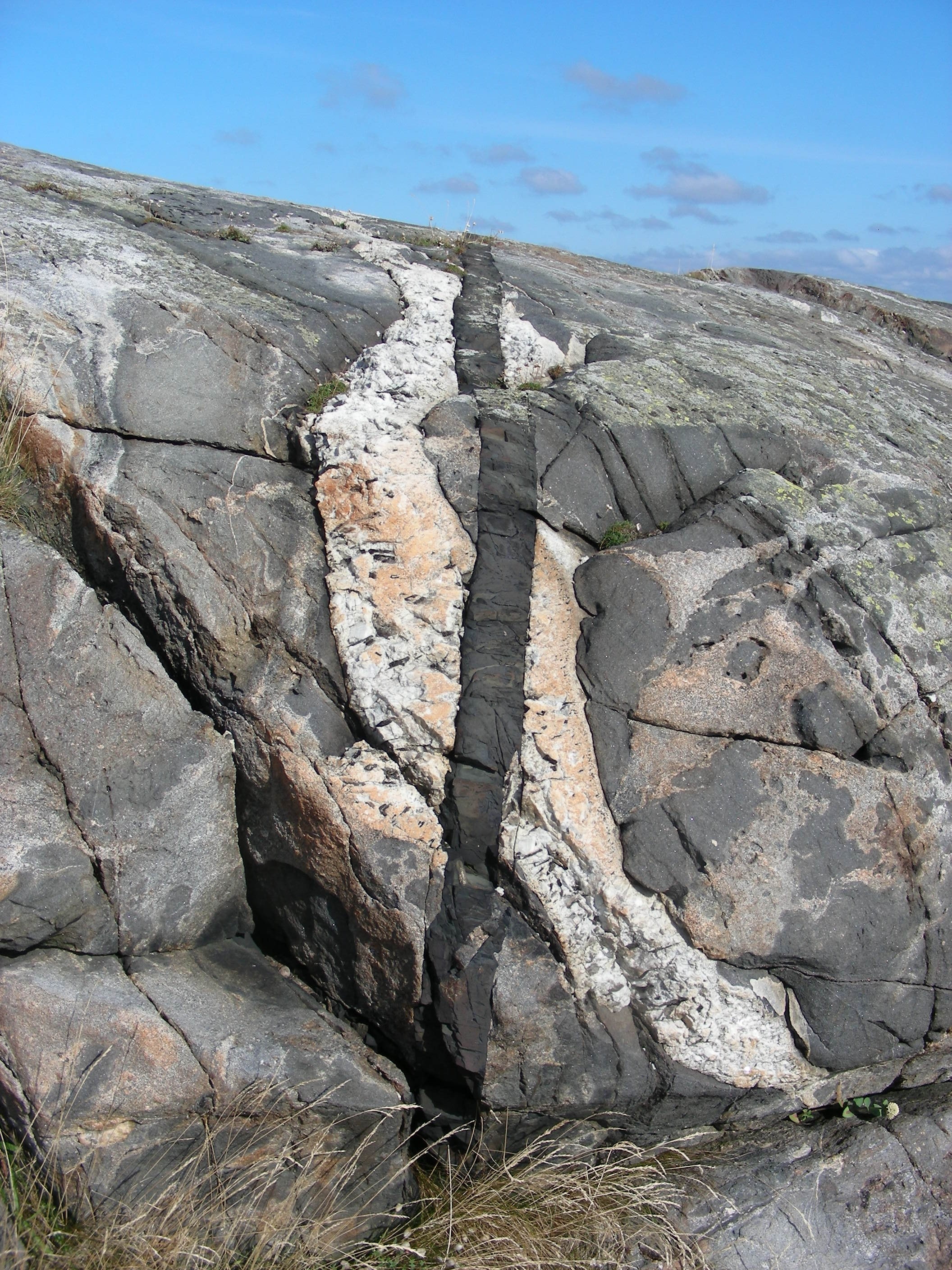
Жильная порода

Жильные породы — группа горных пород магматического происхождения, которые слагают жилы, дайки, апофизы и краевые части интрузивных массивов; заполняют трещины в земной коре.
Нередко жильные горные породы связаны с ближайшими интрузивными массивами, развитыми в определённом районе (явно отходят от них или территориально приурочены), но если магма поступала из глубинных очагов, то данная связь может отсутствовать.
Традиционно жильные горные породы делятся на
1. асхистовые (нерасщеплённые) породы, имеющие аналогичный состав глубинным породам;
2. диасхистовые (расщеплённые) породы с отличным составом от глубинных пород[1].

Как правило, жильные горные породы обладают порфировидной структурой с полнокристаллической, реже стекловатой основной массой, но встречаются и исключения. Практически всем типам интрузивных горных пород соответствует свой тип жильных горных пород.